# Salvatore Lilli
Pour les articles homonymes, voir Lilli (homonymie).
Salvatore Lilli est un prêtre franciscain, né le 19 juin 1853 dans les Abruzzes en Italie, tué le 22 novembre 1895 en Arménie.
Il est tué par les Turcs en même temps que sept Arméniens. Le bienheureux Salvatore Lilli et ses compagnons sont reconnus martyrs le 12 juillet 1982, puis béatifiés le 3 octobre 1982 par le pape Jean-Paul II,,,.

## Biographie
Salvatore Lilli naît à Cappadocia, dans la province de L'Aquila dans les Abruzzes le 19 juin 1853. Il est le fils de Vincenzo et Annunziata Lilli. Il rejoint à 17 ans l'ordre des franciscains en 1870 et prononce ses vœux religieux le 6 août 1871.
Après l'interdiction des ordres religieux en Italie, il doit s'exiler, et choisit la Palestine avec le désir de devenir missionnaire. Il y continue ses études de philosophe et de théologie. Il est ordonné prêtre le 6 avril 1878, puis sert deux ans à Jérusalem.
Il est ensuite missionnaire en Arménie, où il fonde des écoles, des cliniques et des maisons pour les abandonnés. Il parcourt les villages pour y enseigner les notions d'hygiène et d'assainissement moderne. Il soigne les malades lors de l'épidémie de choléra en 1891.
Le P. Salvatore Lilli est nommé en 1894 responsable pastoral à Mujukdersi près de Marach et supérieur de la maison franciscaine. C'est l'époque de nombreux massacres de chrétiens arméniens par les Turcs, depuis 1890. Beaucoup d'amis le pressent de quitter le pays par précaution, mais il répond que la place d'un berger est au milieu de ses brebis.
Le 22 novembre 1895, il est arrêté avec nombre de ses paroissiens, pour la plupart de simples paysans. Ils sont emmenés à Marach. Selon les témoins, il leur est proposé de renier le Christ et d'embrasser l'islam pour avoir la vie sauve. Ils refusent de renier le Christ et sont tués à coups de lances. Leurs corps sont ensuite profanés et brûlés,,.

## Béatification
Salvatore Lilli est reconnu martyr par décret du Saint-Siège le 12 juillet 1982 et ainsi proclamé vénérable. Il est béatifié (proclamé bienheureux) le 3 octobre suivant par le pape Jean-Paul II, en même temps que ses sept compagnons arméniens.
Le bienheureux Salvatore Lilli et ses compagnons sont fêtés localement le 22 novembre, jour anniversaire de leur mort,.